# INEGI
L'INEGI són les sigles de l'Instituto Nacional de Estadística y Geografía, un organisme autònom del govern mexicà, dedicat a la coordinació del Sistema Nacional d'Informació Estadística i Geogràfica del país. Va ser creat el 25 de gener de 1983 sota decret presidencial.
És la institució encarregada de realitzar els cens de població cada deu anys, així com els cens econòmics cada cinc anys i els censos agropecuaris del país, a partir de 1995 es realitzen cada cinc anys els recomptes de població, un esdeveniment intercensal creat per actualitzar la informació del cens de població anterior. El treball de recopilació d'informació estadística per part de l'Institut inclou producte nacional mensual, enquestes de confiança dels consumidors i mostres de proporció de comerços; estadístiques d'ocupació i feina, educació, de violència intrafamiliar i de parella; així com molts treballs més que donen fonament als estudis i projeccions de diverses institucions governamentals, recentment l'INEGI aquesta fent una enquesta a les escoles.
La seu de l'Institut està situada a la ciutat d'Aguascalientes, a l'Estat d'Aguascalientes, Mèxic.